# Oinville-sous-Auneau
Oinville-sous-Auneau ist eine französische Gemeinde mit 326 Einwohnern (Stand: 1. Januar 2022) im Département Eure-et-Loir in der Region Centre-Val de Loire (bis 2015 Centre). Die Gemeinde gehört zum Arrondissement Chartres und zum 2012 gegründeten Gemeindeverband Chartres Métropole.

## Geografie
Oinville-sous-Auneau liegt im Norden der Landschaft Beauce, 18 Kilometer ostnordöstlich von Chartres und etwa 60 Kilometer südöstlich von Paris. Umgeben wird Oinville-sous-Auneau von den Nachbargemeinden Le Gué-de-Longroi im Norden, Levainville im Nordosten, Auneau-Bleury-Saint-Symphorien im Osten, Béville-le-Comte im Süden sowie Umpeau im Westen.

## Bevölkerungsentwicklung
| Jahr                      | 1962 | 1968 | 1975 | 1982 | 1990 | 1999 | 2006 | 2013 |
| Einwohner                 | 167  | 161  | 162  | 188  | 256  | 279  | 309  | 339  |
| Quelle: Cassini und INSEE |      |      |      |      |      |      |      |      |

## Sehenswürdigkeiten
- Kirche Saint-Rémi
- Mühle von Lonceux aus dem 18./19. Jahrhundert

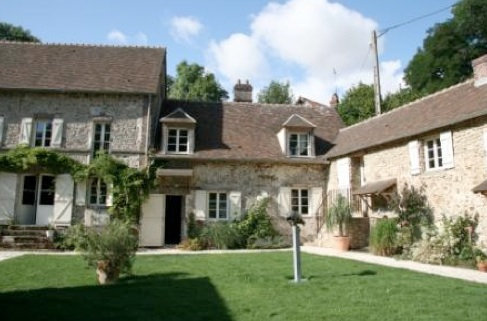
Mühle von Lonceux